# Sanef

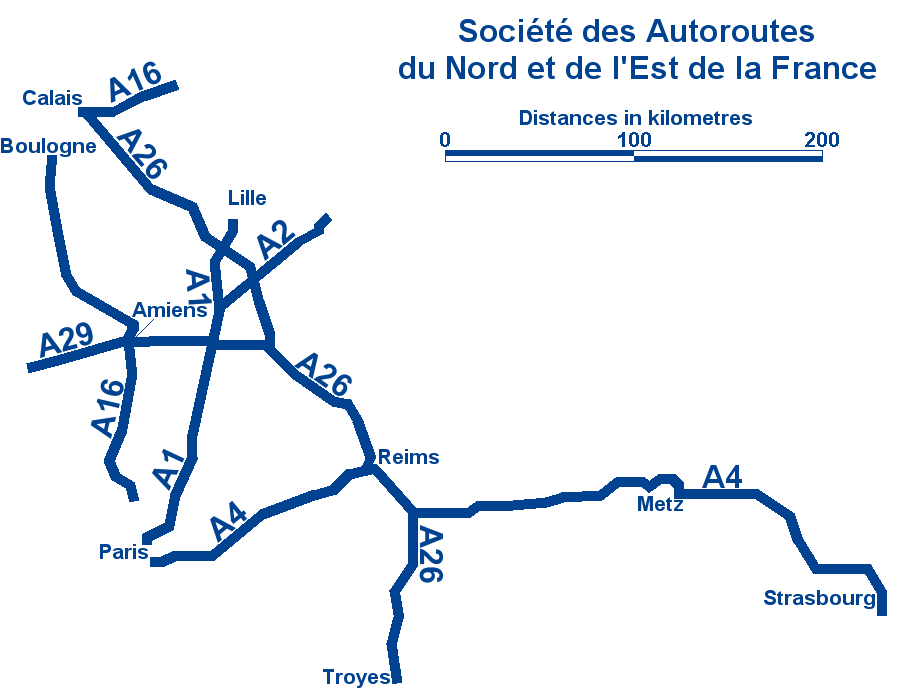
Het Sanef-netwerk

Sanef (Société des Autoroutes du Nord et de l’Est de la France) is een grote private wegbeheerder in het noorden van Frankrijk.
Sanef heeft een concessie voor het beheer van een autosnelwegennet met een lengte van 1316 kilometer. Dochteronderneming SAPN (Société des Autoroutes Paris Normandie) heeft een concessie voor het beheer van een 368,4 kilometer lang autosnelwegennet in Normandië en voor de A14. In ruil daarvoor mogen Sanef en SAPN tolheffen. Beide concessies lopen tot 2030.
Sanef was jarenlang volledig eigendom van de Franse staat. In maart 2005 is het bedrijf naar de beurs gegaan en sindsdien is ongeveer 25% van de aandelen vrij verhandelbaar. Bij het bedrijf werken ongeveer 3600 mensen. In 2004 behaalde Sanef een omzet van 1 miljard euro.
De Franse Staat verkocht in 2006 haar belang van 75% aan de Spaanse branchegenoot Abertis. Inmiddels is Abertis, via de Holding Infrastructure des Transports (HIT), volledig eigenaar van SAPN.